# Romuald Biniak
Romuald Biniak (ur. 17 stycznia 1941 w Bydgoszczy, zm. 27 listopada 2010 tamże) – katolicki prezbiter, budowniczy pierwszego kościoła po drugiej wojnie światowej na terenie Bydgoszczy i pierwszy proboszcz Parafii Świętych Polskich Braci Męczenników. W latach 1976–2010 proboszcz parafii, kustosz sanktuarium Nowych Męczenników w Bydgoszczy.

## Życiorys

### Młodość i wykształcenie
Rodzice, Jan Biniak i Stefania z domu Wieczorek mieszkali w Bydgoszczy przy ul. Karpackiej 18a. Jan był stolarzem i prowadził własny zakład stolarski. Romuald urodził się w Bydgoszczy 17 stycznia 1941 roku. Został ochrzczony przez księdza Zbigniewa Wierzchowieckiego w bydgoskim kościele Klarysek, który w czasie wojny służył Polakom. W latach 1948–1955 uczęszczał do Szkoły Podstawowej nr 21 przy ul. Karpackiej 54 w Bydgoszczy. Od 1955 roku chodził do Liceum Ogólnokształcącego im. Mikołaja Kopernika w Bydgoszczy, w 1959 roku zdał maturę.

### Seminarium
W 1959 roku zgłaszał się do Prymasowskiego Wyższego Seminarium Duchownego w Gnieźnie i został przyjęty 21 września 1959 roku. Jego rektorem był ks. dr Józef Pacyna. Po ukończeniu drugiego roku studiów, na początku trzeciego został powołany do odbycia służby wojskowej. 4 października 1961 roku rozpoczynał służbę wojskową w Żarach koło Żagania, w jednostce wojsk rakietowych. Po powrocie z wojska 27 października 1963 roku rozpoczynał intensywne studia. W dwa lata alumn Biniak zaliczał egzaminy z czterech lat. 22 grudnia 1963 roku otrzymał tonsurę oraz cztery święcenia niższe. Podczas ostatniego roku akademickiego przyjął subdiakonat (21 marca 1965) i diakonat (23 maja 1965). 21 listopada 1965 roku w Gnieźnieńskiej Prymasowskiej bazylice katedralnej ksiądz biskup Lucjan Bernacki udzielał święceń prezbiteriatu. Następnego dnia w bydgoskiej farze sprawował pierwszą mszę św..

### Wikariaty
Pierwszy dekret kierował wikariusza do parafii Świętych Piotra i Pawła w Toruniu Podgórze. Neoprezbiter Romuald na swojej pierwszej placówce zajmował się katechizacją i zwykłymi pracami wikariuszowskimi. Po niecałym półtora roku został przeniesiony 1 marca 1967 do parafii św. Jakuba w Barcinie. W Barcinie coraz czynniej angażował się w apostolstwo trzeźwości, któremu pozostanie na długie dziesięciolecia wierny. Kolejny dekret po około półtora roku przenosił go 1 lipca 1968 roku na placówkę przy katedrze w Gnieźnie. Zakres odpowiedzialności wikariuszowskich był podobny jak na innych parafiach, choć teraz był jednym z kilku wikariuszy. Głównym zadaniem była katechizacja dzieci pierwszokomunijnych oraz młodzieży pozaszkolnej. Kontynuował zaangażowanie w apostolstwo trzeźwości. W czasie wikariatu w Gnieźnie umiera ojciec Jan Biniak (23 grudnia 1968). W roku 1971 ks. Biniak zdaje egzamin proboszczowski. Parafia katedralna pozwalała częściej spotykać się ze Sługą Bożym Prymasem Tysiąclecia kardynałem Stefanem Wyszyńskim. 1 lipca 1976 roku kard. Wyszyński mianował księdza Romualda wikariuszem parafii św. Józefa w Bydgoszczy dla ośrodka duszpasterskiego Wyżyny. Powstanie parafii Świętych Polskich Braci Męczenników odbywało się dekretem erekcyjnym 15 sierpnia 1976 roku, a dekret dla ks. Biniaka mianował go proboszczem 1 września 1976 roku. W tym samym roku rozpoczęto budowę kościoła.

### Proboszcz
Postępowała budowa kościoła parafialnego. Kolejne etapy wyznaczają ukończenie budowy plebanii, kościoła (poświęcenie 18 grudnia 1982), domu sióstr, a potem istotne elementy wyposażenia: dzwony, organy, wystrój wnętrz, aż po chrzcielnicę (2000) i spiżowe drzwi (2010).
Od poświęcenia kościoła w 1982 roku proboszcz coraz czynniej angażował się w wiele inicjatyw społecznych i kulturalnych oraz duszpasterskich. Po pobycie 19 października 1984 roku ks. Jerzego Popiełuszki w parafii i jego męczeńskiej śmierci ks. Romuald podejmował na nowy dla siebie sposób duchową ideę ks. Jerzego. Postanawiał tę śmierć upamiętnić w parafii. W roku 1989 podejmował dzieło hospicyjne, które oddaje wprost pod patronat ks. Popiełuszki. Również w dalszej działalności duszpasterskiej starał się szerzyć jego kult w wymiarze lokalnym, aż po sprowadzenie relikwii błogosławionego.
W latach 80. wspierał działaczy walczących w opozycji o wolną Polskę. Kościół na Wyżynach, w tym czasie, stał się jednym z głównych ośrodków modlitwy za Ojczyznę. W 1982 roku był współzałożycielem i kapelanem pierwszego w historii bractwa pozawarszawskiego Domu Archikonfraternii Literackiej przy parafii. W roku 1983 był jednym z inicjatorów powstania Komitetu Organizacyjnego Tygodnia Kultury Chrześcijańskiej w Bydgoszczy. Z jego inicjatywy 19 października 1985 roku w pierwszą rocznicę męczeńskiej śmierci ks. Jerzego Popiełuszki odsłonięto pomnik ku czci zamordowanego. W 1985 roku Józef Glemp mianował go na członka kolegium konsultatorów Archidiecezji Gnieźnieńskiej. W 1987 roku został wyniesiony do godności Kapelana Jego Świętobliwości Jana Pawła II, a w 1995 do godności prałata Jego Świętobliwości. W 1989 roku założył pierwsze w województwie kujawsko-pomorskim Hospicjum im. Ks. Jerzego Popiełuszki. Jako dyrektor tej placówki niejednokrotnie odbierał wyróżnienia m.in. „Przedsiębiorstwo Fair Play” czy „Złoty Stetoskop”. Od maja 1991 roku był dziekanem Dekanatu IV – Bydgoszcz Wyżyny. W 1999 roku był przewodniczącym Kościelnego Komitetu Wizyty Apostolskiej papieża Jana Pawła II w Bydgoszczy. Dzięki jego działaniom w 2009 roku odsłonięto drzwi spiżowe, a w następnym roku drzwi z królewskimi orłami.
Był autorem publikacji, artykułów i książek. Za działalność duszpasterską i społeczną otrzymał wiele wyróżnień i odznaczeń m.in.: Człowiek Roku 1999, czynny Archikonfraterni Literackiej w Warszawie, Medal „Zło dobrem zwyciężaj”, Medal Kazimierza Wielkiego za zasługi dla miasta Bydgoszczy, Złoty Krzyż Zasługi, Krzyż Kawalerski Orderu Polonia Restituta.
Jubileusz 45-lecia święceń ks. Prałat przeżywał złożony ciężką nieuleczalną chorobą. W niecały tydzień później, 27 listopada 2010 roku w wigilię pierwszej niedzieli Adwentu, umierał zaopatrzony sakramentami. Został pochowany 3 grudnia 2010 roku przy kościele, który budował.
27 listopada 2011 roku w pierwszą rocznicę śmierci został poświęcony grobowiec, a ulica na osiedlu Kapuściska w Bydgoszczy prowadząca do Hospicjum im. bł. ks. Jerzego Popiełuszki otrzymała imię ks. Prałata Romualda Biniaka.

## Publikacje
- Bogu i Im zbudowaliśmy tę Świątynię, ks. Romuald Biniak i red. Czesław Ereński, Bydgoszcz 1990
- Jedynemu Bogu i Ojczyźnie, Parafia p.w. Św. Polskich Braci Męczenników, Bydgoszcz 1994
- Sanktuarium Nowych Męczenników. Świątynia Modlitwy i Pamięci. Rok 2010, Wydawnictwo Pejzaż 2010, Bydgoszcz 2010, ISBN 978-83-61641-56-8
- Z Bogiem. Wybór kazań, Parafia p.w. Świętych Polskich Braci Męczenników w Bydgoszczy, Archikonfraternia Literacka w Warszawie Dom w Bydgoszczy, Bydgoszcz 2012, ISBN 978-83-933459-2-2